# Vestri - Meistaraflokkur karla knattspyrna
Il Vestri, conosciuto fino al 2015 come BÍ/Bolungarvík, a volte abbreviato come BiBol è un club calcistico islandese.

## Storia
La società, come molte dell'isola è il risultato della fusione, avvenuta nel 2006, di due club di paesi confinanti, il Bì88 di Isafjördur e l'UMF Bolungarvík. La seconda società vestiva in bianco rosso, mentre la prima in completo blu. I colori sono stati mantenuti nelle divise dell'attuale società.
Bì88 in particolare, è il nome che la società di Isafjördur prese nel 1987 dopo la rifondazione di una precedente società che proprio quell'anno si stava sciogliendo, l'ÍBÍ di cui conservò sia il simbolo che i colori sociali e che partecipò per diverse volte all'Úrvalsdeild, la massima serie islandese, giungendo sesta come miglior risultato.
Nel 2023 ha centrato la promozione in massima divisione islandese, ottenendo la salvezza nella stagione successiva.

## Palmarès

### Competizioni nazionali
- 2. deild karla: 1

1973

### Altri piazzamenti
- Coppa d'Islanda:

Semifinalista: 2011, 2021